# Kolding Sydbanegård
Kolding Sydbanegård blev bygget som endestation for privatbanen Kolding Sydbaner (1911-48), som havde linjer til Hejlsminde og Vamdrup. Stationsbygningerne blev tegnet af arkitekt Robert V. Schmidt.
I starten var der ingen personbefordring mellem Kolding Station (Statsbanegården) og Sydbanegården. Der blev anlagt et spor via havnen, hvor man kunne udveksle godsvogne med DSB, men DSB's stationsforstander mente, at det ville give for store gener at lade persontog køre den vej. Først i 1922 blev der etableret et forbindelsesspor, så Sydbanernes persontog kunne køre videre til statsbanestationen. Det var dog besværligt, fordi sporet var så krumt at man måtte løsne koblingerne mellem vognene. Og alligevel hvinede og peb det, når et tog langsomt kørte ad forbindelsessporet.
På grund af store driftsudgifter solgte man i 1932 stationsterrænet vest for Kongebrogade og byggede en ny og mindre pavillon øst for Kongebrogade. Den pompøse gamle banegårdsbygning blev solgt til Dansk Arbejdsmandsforbund. I 1968 blev den nedrevet for at give plads til en tankstation.